# أرفيكا
ارفيكا هي منطقة ومقر لبلدية ارفيكا ، في مقاطعة فارملاند في السويد مع عدد سكان يبلغ 25.841  نسمة في عام 2015.
بلدية  أرفيكا هي ثاني أكبر بلدية في مقاطعة فارملاند Värmland

## المناخ
يظهر الجدول التالي التغييرات المناخية على مدار السنة لأرفيكا:
| البيانات المناخية لـأرفيكا        | البيانات المناخية لـأرفيكا | البيانات المناخية لـأرفيكا | البيانات المناخية لـأرفيكا | البيانات المناخية لـأرفيكا | البيانات المناخية لـأرفيكا | البيانات المناخية لـأرفيكا | البيانات المناخية لـأرفيكا | البيانات المناخية لـأرفيكا | البيانات المناخية لـأرفيكا | البيانات المناخية لـأرفيكا | البيانات المناخية لـأرفيكا | البيانات المناخية لـأرفيكا | البيانات المناخية لـأرفيكا |
| الشهر                             | يناير                      | فبراير                     | مارس                       | أبريل                      | مايو                       | يونيو                      | يوليو                      | أغسطس                      | سبتمبر                     | أكتوبر                     | نوفمبر                     | ديسمبر                     | المعدل السنوي              |
| --------------------------------- | -------------------------- | -------------------------- | -------------------------- | -------------------------- | -------------------------- | -------------------------- | -------------------------- | -------------------------- | -------------------------- | -------------------------- | -------------------------- | -------------------------- | -------------------------- |
| الدرجة القصوى °م (°ف)             | 10.2 (50.4)                | 12.6 (54.7)                | 20.4 (68.7)                | 25.5 (77.9)                | 30.2 (86.4)                | 33.8 (92.8)                | 33.7 (92.7)                | 33.9 (93.0)                | 28.0 (82.4)                | 20.4 (68.7)                | 15.2 (59.4)                | 13.0 (55.4)                | 33.9 (93.0)                |
| الحد الأقصى المتوسط °م (°ف)       | 6.6 (43.9)                 | 6.8 (44.2)                 | 13.5 (56.3)                | 18.8 (65.8)                | 25.0 (77.0)                | 27.4 (81.3)                | 29.2 (84.6)                | 27.0 (80.6)                | 22.5 (72.5)                | 16.6 (61.9)                | 11.4 (52.5)                | 7.7 (45.9)                 | 30.2 (86.4)                |
| متوسط درجة الحرارة الكبرى °م (°ف) | −0.7 (30.7)                | 0.6 (33.1)                 | 5.6 (42.1)                 | 11.7 (53.1)                | 17.2 (63.0)                | 21.0 (69.8)                | 23.3 (73.9)                | 21.3 (70.3)                | 17.0 (62.6)                | 10.0 (50.0)                | 4.8 (40.6)                 | 0.5 (32.9)                 | 11.0 (51.8)                |
| المتوسط اليومي °م (°ف)            | −4.5 (23.9)                | −3.8 (25.2)                | −0.1 (31.8)                | 5.3 (41.5)                 | 10.6 (51.1)                | 14.5 (58.1)                | 17.0 (62.6)                | 15.4 (59.7)                | 11.3 (52.3)                | 5.4 (41.7)                 | 1.5 (34.7)                 | −3.2 (26.2)                | 5.8 (42.4)                 |
| متوسط درجة الحرارة الصغرى °م (°ف) | −8.3 (17.1)                | −8.2 (17.2)                | −5.8 (21.6)                | −1.1 (30.0)                | 4.0 (39.2)                 | 7.9 (46.2)                 | 10.7 (51.3)                | 9.5 (49.1)                 | 5.6 (42.1)                 | 0.7 (33.3)                 | −1.9 (28.6)                | −6.9 (19.6)                | 0.5 (32.9)                 |
| الحد الأدنى المتوسط °م (°ف)       | −21.7 (−7.1)               | −20.4 (−4.7)               | −15.3 (4.5)                | −7.6 (18.3)                | −3.7 (25.3)                | 1.6 (34.9)                 | 4.7 (40.5)                 | 2.3 (36.1)                 | −2.8 (27.0)                | −7.2 (19.0)                | −10.9 (12.4)               | −18.7 (−1.7)               | −25.4 (−13.7)              |
| أدنى درجة حرارة °م (°ف)           | −35.5 (−31.9)              | −38.0 (−36.4)              | −30.0 (−22.0)              | −16.0 (3.2)                | −6.7 (19.9)                | −3.4 (25.9)                | 1.2 (34.2)                 | −1.9 (28.6)                | −7.0 (19.4)                | −14.5 (5.9)                | −24.0 (−11.2)              | −31.9 (−25.4)              | −38.0 (−36.4)              |
| الهطول مم (إنش)                   | 46.6 (1.83)                | 31.5 (1.24)                | 26.6 (1.05)                | 32.8 (1.29)                | 57.5 (2.26)                | 60.8 (2.39)                | 82.7 (3.26)                | 85.7 (3.37)                | 53.7 (2.11)                | 59.3 (2.33)                | 55.2 (2.17)                | 42.4 (1.67)                | 634.8 (24.97)              |
| المصدر #1:                        |                            |                            |                            |                            |                            |                            |                            |                            |                            |                            |                            |                            |                            |
| المصدر #2:                        |                            |                            |                            |                            |                            |                            |                            |                            |                            |                            |                            |                            |                            |

## توأمة
لأرفيكا اتفاقيات توأمة مع:
- أولويارفي

## أعلام
- فريتز يندستروم
- إرلاند براند
- ميكائيل يوهانسون
- كيني براك
- غونار أندرسون